# Symplecta (Psiloconopa) carsoni
Symplecta (Psiloconopa) carsoni is een tweevleugelige uit de familie steltmuggen (Limoniidae). De soort komt voor in het Palearctisch en Nearctisch gebied.